# Paul Stalteri
Paul Stalteri est un joueur international canadien de soccer. Il réussit le doublé coupe-championnat avec le Werder Brême lors de la saison 2003-2004. Stalteri a aussi joué en Premier League pour les équipes de Tottenham Hotspur et de Fulham FC.
C'est un joueur régulier de l'équipe nationale, dont il a porté 84 fois le maillot et pour laquelle il a marqué 7 buts. Il a remporté la Gold Cup en 2000.
Il annonce sa retraite le 20 mars 2013, à l'âge de trente-cinq ans.

## Jeunesse
Paul Stalteri est né d'un père italien et d'une mère guyanienne.

## Carrière

### En club
Stalteri est un joueur pouvant jouer défenseur latéral des deux côtés ou milieu défensif. Il commence le soccer dans des compétitions entre colleges avec l'Université de Clemson, la même équipe que l'international américain Oguchi Onyewu. Il décide alors de devenir joueur professionnel. Il s'engage alors avec le Lynx de Toronto alors qu'il étudie à l'Université York, à Toronto. Après une saison avec l'international canadien Dwayne De Rosario au cours de laquelle il marque sept buts et délivre deux passes décisives, il est remarqué par un recruteur du Werder Brême. Il signe alors avec le club allemand. Après deux années avec l'équipe réserve, il joue pour la première fois avec l'équipe première en août 2000, lors du premier match de la saison contre l'Energie Cottbus.
Au cours de la saison 2001-2002, Stalteri devient un membre régulier de l'équipe une, place qu'il consolide lors de la saison suivante. En 2003-2004, lorsque le Werder devient champion, il est le premier canadien à être titré en Bundesliga.
En mai 2005, il est transféré en Premier League, au Tottenham Hotspur. Il est un membre important de l'équipe la première année, et son club termine à quelques points seulement d'une place qualificative en Ligue des champions. L'arrivée du Français Pascal Chimbonda lors du marché estival 2006 lui est néfaste, et Stalteri perd peu à peu sa place de titulaire.
Le 4 mars 2007, après son entrée en jeu, il marque un but à la dernière minute du derby londonien contre West Ham et offre à son équipe une victoire 4-3. Il n'a pourtant quasiment pas joué lors du début de saison. Cette année-là, ses autres buts interviennent contre Manchester City en Premier League et contre Leicester City en FA Cup.
Le 31 janvier 2008, lors de la dernière journée du mercato hivernal, il est prêté six mois à Fulham. Il joue son premier match pour son nouveau club le 9 février à Middlesbrough, lors de la défaite 1-0 de son équipe. Après être revenu à White Hart Lane à l'été, il se sépare de son club à l'amiable le 21 décembre 2008.
Il décide alors de revenir en Bundesliga, et plus précisément au Borussia Mönchengladbach. Il y retrouve son ami international Rob Friend.

### En sélection
Depuis ses débuts le 17 août 1997 contre l'Iran, Paul Stalteri est un joueur régulier avec son équipe nationale. À la fin de sa carrière, il dispose de 84 sélections pour sept buts inscrits. 
Il est nommé capitaine pour un match amical contre le Venezuela le 1er juin 2007, avant d'y rester durant le reste de sa carrière, et notamment durant la Gold Cup 2007. Il obtient sa dernière sélection internationale le 7 septembre 2010 lors d'un match contre le Honduras.
| # | Date             | Lieu       | Adversaire | Résultat | Compétition   |
| - | ---------------- | ---------- | ---------- | -------- | ------------- |
| 1 | 2 juin 1999      | Edmonton   | Guatemala  | 2-0      | Canada Cup    |
| 2 | 14 novembre 2001 | Paola      | Malte      | 1-2      | Match amical  |
| 3 | 15 mai 2002      | Saint-Gall | Suisse     | 3-1      | Match amical  |
| 4 | 12 février 2003  | Tripoli    | Libye      | 4-2      | Match amical  |
| 5 | 29 mars 2003     | Tallinn    | Estonie    | 1-2      | Match amical  |
| 6 | 12 juillet 2003  | Foxboro    | Costa Rica | 1-0      | Gold Cup 2003 |
| 7 | 25 mars 2007     | Hamilton   | Bermudes   | 3-0      | Match amical  |

## Palmarès

### En club
- Werder Brême
  - Champion de Bundesliga en 2003-2004
  - Vainqueur de la Coupe d'Allemagne 2003-2004

### International
- Canada
  - Vainqueur de la Gold Cup en 2000
  - Troisième de la Gold Cup en 2002 et 2007
- Canada -20 ans
  - Vainqueur du Championnat d'Amérique du Nord, centrale et Caraïbe des moins de 20 ans en 1996

### Individuel
- Joueur canadien de l'année en 2001 et 2004